# HD 6434
是一顆位於鳳凰座的八等恆星，其類型與太陽近似，同屬黃矮星，距離地球130光年，肉眼不可見，需以雙筒望遠鏡方可觀測。
2000年，人們發現有一顆日外行星圍繞其運行。這顆行星的質量約為木星的一半，日距為水星的2.5倍（0.14天文单位），公轉週期為22天。與飛馬座51的行星不同，這顆行星的軌道較為橢圓，軌道離心率較高。
透過依巴谷衛星對這顆行星進行的天體測量，一眾科學家假定這顆行星的軌道傾角為179.9°，以及質量為木星的196倍。一顆天體如達這個質量理應可成為會發光的紅矮星，但從收集得的統計數據顯示，行星位置與預期相差太遠。又由於其傾角為未知數，其真實質量也會是未知數，但仍估計這顆天體最後會被確實是一顆行星。

## 行星系統
| 成員 (依恆星距離) | 质量     | 半長軸 (AU) | 轨道周期 (天)  | 離心率      | 傾角 | 半径 |
| ----------------- | -------- | ----------- | -------------- | ----------- | ---- | ---- |
| b                 | >0.39 MJ | 0.14        | 21.998 ± 0.009 | 0.17 ± 0.03 | —    | —    |

## 外部連結
- SIMBAD（页面存档备份，存于） 恆星資料，行星資料
- The Extrasolar Planets Encyclopaedia 恆星／行星資料